# Tom Powers
Tom Powers (Owensboro, 7 luglio 1890 – Hollywood, 9 novembre 1955) è stato un attore statunitense.

## Biografia
Iniziò nel 1911 in alcuni western della Vitagraph Company of America. Negli anni dieci lavorò anche nel Regno Unito per la Hepworth. Lasciò il cinema nel 1917, dedicandosi al teatro.
Nel 1944 Billy Wilder lo volle come vittima nel film La fiamma del peccato e fu il ritorno sugli schermi. Negli ultimi anni girò numerosi film  da caratterista, tra cui Nessuno mi crederà (1947).
Morì a Hollywood il 9 novembre 1955 per una malattia cardiaca.

## Filmografia parziale

### Cinema
- The Sheriff's Friend, regia di Alec B. Francis - cortometraggio (1911)
- The Heart of a Man, regia di Rollin S. Sturgeon (1912)
- A Cure for Pokeritis
- A Story of the Circus (1912)
- The Great Diamond Robbery (1912)
- The Hieroglyphic, regia di Charles L. Gaskill (1912)
- Sisters All, regia di Larry Trimble (1913)
- Aladdin: or, a Lad Out, regia di Hay Plumb (1914)
- Unfit; or, The Strength of the Weak, regia di Cecil M. Hepworth (1914)
- The Traitor, regia di Cecil M. Hepworth (1915)
- Be Sure Your Sins, regia di Cecil M. Hepworth (1915)
- Barnaby Rudge, regia di Thomas Bentley e Cecil M. Hepworth (1915)
- The Auction Block, regia di Laurence Trimble (1917)
- La fiamma del peccato (Double Indemnity), regia di Billy Wilder (1944)
- Sinceramente tua (Practically Yours), regia di Mitchell Leisen (1944)
- I forzati del mare (Two Years Before the Mast), regia di John Farrow (1946)
- La dalia azzurra (The Blue Dahlia), regia di George Marshall (1946)
- L'ultima conquista (Angel and the Badman), regia di James Edward Grant (1947)
- La moglie celebre (The Farmer's Daughter), regia di H.C. Potter (1947)
- Nessuno mi crederà (They Won't Believe Me), regia di Irving Pichel (1947)
- Io non t'inganno, t'amo! (I Love Trouble), regia di S. Sylvan Simon (1947)
- I giorni della vita (The Time of Your Life), regia di H.C. Potter (1948)
- La città della paura (Station West), regia di Sidney Lanfield (1948)
- Angelo in esilio (Angel in Exile), regia di Allan Dwan (1948)
- Corrida messicana (Mexican Hayride), regia di Charles Barton (1948)
- La mano deforme (Scene of the Crime), regia di Roy Rowland (1949)
- Ultimatum a Chicago (Chicago Deadline), regia di Lewis Allen (1949)
- I marciapiedi di New York (East Side, West Side), regia di Mervyn LeRoy (1949)
- L'uomo del Nevada (The Nevadan), regia di Gordon Douglas (1950)
- Il messicano (Right Cross), regia di John Sturges (1950)
- La legge del mare (Fighting Coast Guard), regia di Joseph Kane (1951)
- La donna del gangster (The Strip), regia di Laszlo Kardos (1951)
- La bambina nel pozzo (The Well), regia di Leo C. Popkin (1951)
- Furia e passione (Flesh and Fury), regia di Joseph Pevney (1952)
- La grande avventura del generale Palmer (Denver and Rio Grande), regia di Byron Haskin (1952)
- Dan il terribile (Horizons West), regia di Budd Boetticher (1952)
- La morsa d'acciaio (The Steel Trap), regia di Andrew L. Stone (1952)
- Carabina Mike tuona sul Texas (The Marksman), regia di Lewis D. Collins (1952)
- Giulio Cesare (Julius Caesar), regia di Joseph L. Mankiewicz (1953)
- Il territorio dei fuorilegge (Hannah Lee: An American Primitive), regia di Lee Garmes, John Ireland (1953)
- L'ultima resistenza (The Last Posse), regia di Alfred L. Werker (1953)
- Il cervello di Donovan (Donovan's Brain), regia di Felix E. Feist (1953)
- Il mare dei vascelli perduti (Sea of Lost Ships), regia di Joseph Kane (1953)
- L'americano (The Americano), regia di William Castle (1955)
- La banda dei dieci (Ten Wanted Men), regia di H. Bruce Humberstone (1955)
- Anonima delitti (New York Confidential), regia di Russell Rouse (1955)

### Televisione
- General Electric Theater – serie TV, episodio 2x21 (1954)
- Climax! – serie TV, episodio 1x14 (1955)
- The 20th Century-Fox Hour – serie TV, episodio 1x10 (1956)
- Panico (Panic!) – serie TV, episodio 1x02 (1957)

## Doppiatori italiani
- Amilcare Pettinelli in La fiamma del peccato, La dalia azzurra, Dan il terribile, Giulio Cesare
- Gaetano Verna in La città della paura